# ماجراهای تام سایر
ماجراهای تام سایر (به انگلیسی: The Adventures of Tom Sawyer) رمانی اثر مارک تواین است که در سال ۱۸۷۶ چاپ شد. این کتاب دربارهٔ پسر نوجوانی به نام توماس (تام) سایر است که در شهر خیالی سن پترزبورگ، در کنارهٔ رود می‌سی‌سی‌پی زندگی می‌کند. سن پترزبورگ با الهام از هانیبال در ایالت میزوری، شهری که تواین کودکی خود را در آن گذراند، نوشته شده‌است. این اثر، به نوشته مؤلف، گزارش ماجراهایی است که به سر همکلاسان او آمده‌است. تام سایر ویژگی‌های سه بچه را که نویسنده با آن‌ها آشنایی داشت در وجود یک شخصیت خلاصه می‌کند. خرافاتی که در این کتاب به آن پرداخته شده، در آن دوره‌ای که حوادث این داستان اتفاق می‌افتد، هنوز در میان بچه‌ها و بردگان رواج داشت. ماجراهای تام سایر در ابتدای انتشار، یک شکست تجاری را برای نویسنده‌اش رقم زد اما در نهایت، بهترین فروش را در میان تمام آثار این نویسنده کسب کرد.
مارک تواین در مقدمهٔ این کتاب می‌نویسد:
بیشتر ماجراهایی که در این کتاب ثبت شده‌اند در واقعیت اتفاق افتاده‌اند. یکی دوتا تجربهٔ شخصی خود من بوده، بقیه ماجراهایی که برای پسرهای همکلاس من رخ داده. شخصیت هاکلبری فین از یک آدم واقعی گرفته شده، تام سایر هم همین‌طور ولی نه از یک نفر. تام ترکیبی از خصوصیات و خلق و خوی سه پسربچه است که من می‌شناختم، در نتیجه از نظر ساخت، شخصیتی چندوجهی‌ست.
ماجراهای هاکلبری فین، ادامهٔ این داستان است که بیشتر به زندگی دوست تام سایر، هاکلبری فین، می‌پردازد. این کتاب یکی از کتاب‌های کلاسیک جهان است و تاکنون توسط چند مترجم از جمله پرویز داریوش و محسن سلیمانی به فارسی برگردانده شده‌است.

## داستان
ماجراهای تام سایر، داستانی است که از زاویه دید تام، پسری نوجوان در شهر کوچک سن پترزبورگ، پیش از جنگ داخلی آمریکا روایت می‌شود. تام پسری ماجراجو و خیال‌پرداز است. بازیگوشی‌های تام و دوستانش اغلب آن‌ها را به دردسر می‌اندازد.
یک شب تام و دوست صمیمی‌اش، هاک، در پی یک ماجراجویی به قبرستان می‌روند و به‌طور تصادفی شاهد قتل دکتر رابینسون می‌شوند. آن‌ها سوگند می‌خورند که راز آن شب را هرگز برملا نکنند. ماف پاتر از اهالی شهر که دائم‌الخمر است با توطئه‌چینی جو سرخپوسته به اتهام قتل دستگیر می‌شود، اما بچه‌ها می‌دانند ماف پاتر بیگناه است.

## انتشار
ماجراهای تام سایر اولین بار توسط انتشارات ویندوس و چاتو در ژوئن ۱۸۷۶ در انگلستان و در دسامبر همان سال در آمریکا به چاپ رسید. در آن زمان بسیار مرسوم بود که نویسندگان آمریکایی (از جمله تواین) اثر خود را ابتدا در انگلستان منتشر کنند تا کپی‌رایت انتشار آن در کشورهای مشترک‌المنافع انگلستان را نیز به دست بیاورند. اما چاپ اثر در آمریکا بیش از حد انتظار تواین طول کشید و در نتیجه نسخه‌های سرقتی اثر سر از کانادا درآورد. بسیاری از خوانندگان آمریکایی نسخهٔ دزدی را خریدند. مارک تواین معتقد بود به خاطر این اتفاق بخش قابل توجهی از حق‌التالیفش را از دست داد.

## اقتباس
داستان تام سایر، از زمان انتشار تاکنون، بارها در کشورهای مختلف برای فیلم، انیمیشن، تئاتر و فیلم‌ها و نمایش‌های موزیکال اقتباس شده‌است. از آن جمله‌اند:
- تام سایر (۱۹۱۷)، فیلم صامت، کارگردان: ویلیام دزموند تیلر، بازیگران: جک پیکفورد، محصول کمپانی پارامونت
- تام سایر (۱۹۳۰)، کارگردان: جان کرامول، بازیگر: جکی کوگان، این فیلم در سالی که به نمایش عمومی درآمد یکی از پرفروش‌ترین فیلم‌ها بود. موفقیت این فیلم باعث شد کمپانی تهیه‌کنندهٔ آن، سال بعد فیلم هاکلبری فین را هم با همین بازیگران تولید کند.
- تام سایر (۱۹۷۳)، فیلم موزیکال، کارگردان: دان تیلور، نویسندگان فیلم‌نامه و آوازها: ریچارد و رابرت شرمن، بازیگران: جانی ویتاکر، جودی فاستر، این فیلم نامزد دریافت چند جایزهٔ گلدن گلاب و اسکار بود و برای طراحی صحنه و طراحی لباس برندهٔ دو جایزهٔ اسکار شد.
- تام سایر (۲۰۰۰)، انیمیشن، کارگردان: فیل مندز و پل سابلا، صداپیشگان: پاتریشیا جونز، پل سابلا

## یادداشت
1. ↑  Chatto & Windus